# МПО имени И. Румянцева
АО «МПО имени И. Румянцева» — российская промышленная компания в Беговом районе, занимающаяся производством топливорегулирующей аппаратуры для сложнейших систем автоматического управления авиационных двигателей, а также производством дозирующих устройств, регулирующих подачу топлива, как жидкого, так и газообразного.
Полное фирменное наименование — Акционерное общество "Машиностроительное производственное объединение имени И. Румянцева".
На предприятии обеспечивается полный цикл производства – от заготовок до готовой продукции. Предприятие располагает собственной испытательной базой, отвечающей самым современным требованиям и позволяющей проводить полный комплекс испытаний агрегатов. Эксплуатационно-ремонтная служба предприятия обеспечивает эксплуатацию как авиационной, так и наземной техники. Предприятие располагает мощной инженерной службой, способной решать самые сложные задачи, возникающие при освоении продукции, имеющей принципиальные конструктивные отличия от серийно выпускаемой и требующей новаторского подхода в технологии производства и испытаний.
В настоящее время на предприятии полным ходом идет реформа управления и техническое перевооружение производства. Введены в эксплуатацию линия горизонтальных фрезерных обрабатывающих центров Kitamura и высокоточные токарные обрабатывающие центры SPM-16. Наряду с новой техникой в цеха приходят современные информационные технологии – внедряется программа по учету, планированию и управлению производством BAAN 6.
С 2006 года предприятие участвует в международном проекте «Сухой Суперджет 100» совместно с французскими партнерами из компании Snecma. Сотрудничество с компанией Snecma позволяет не только интегрироваться в мировую авиационную индустрию, но и привлечь на внутренний рынок новые технологии.

## История
Предприятие берет своё начало в 1922 году, когда в Москву был переведен так называемый "Авиапоезд № 11". В то время Авиапоездами назывались передвижные мастерские железнодорожного базирования, которые в период гражданской войны обеспечивали ремонт и обслуживания авиационных двигателей в полевых условиях.
"Авиапоезд №1" обосновался на улице Нижняя Масловка, где ранее находилась шорно-седельная фабрика Циммермана. С тех пор до 1928 года на его базе обеспечивался ремонт двигателей и других авиационных агрегатов.
Позже мастерские были реорганизованы в завод № 33 и перепрофилированы на конкретную тематику: производство топливорегулирующей аппаратуры.
Первый авиационный карбюратор был выпущен в 1931 году, и до начала Великой Отечественной войны завод оставался единственным предприятием, которое выпускало механические карбюраторы для всех отечественных самолетов, обеспечивая полный технологический цикл.
В период Великой Отечественной войны завод, возглавляемый выдающимся организатором А. Г. Солдатовым, был эвакуирован в Молотов, где быстро (за четыре месяца) восстановил промышленный ритм работы. До конца войны завод обеспечивал карбюраторами все авиационные двигатели Микулина А. А., которые устанавливались на штурмовики Ил-2.
В те суровые годы в запустевшие цехи в Москве оставшиеся работники привезли старое оборудование из Дмитрова и наладили производство мин.
Начинается подготовка к производству агрегатов реактивной тематики.
В последующие годы завод осваивал все более сложную топливную аппаратуру для двигателей В. Я. Климова, А. А. Микулина, А. М. Люльки, Н. Д. Кузнецова, А. Г. Ивченко, которые устанавливались на самолеты ОКБ А. И. Микояна, П. О. Сухого, А. Н.Туполева, О. К. Антонова, С. В. Ильюшина, Г. М. Бериева.
С середины 60-х годов и в 70-е годы на заводе, переименованном в Московский Машиностроительный завод "Знамя Революции", под руководством директора И. И. Румянцева проводится большая реконструкция.
Уже с 1969 года начинается внедрение в производство оборудования с программным управлением. Ежегодно проводится освоение новых систем топливных агрегатов для двигателей гражданских и военных самолетов Ту-154, Ил-86, МиГ-21, МиГ-23, МиГ-25, МиГ-29, Су-27, Су-30, Ан-32, Ту-160. ММЗ "Знамя Революции" становится ведущим предприятием агрегатостроения Министерства авиационной промышленности СССР.
В 90-е годы завод, как и многие предприятия промышленной сферы, оказался в тяжёлом положении. Тем не менее, конкретная позиция, занятая руководством предприятия во главе с В. И. Дидиловым и А. А. Пискуновым, позволила удержать завод на плаву, обеспечивая выпуск зарекомендовавшей себя продукции, а также приступить к подготовке производства нового оборудования.
Сегодня АО "МПО имени И. Румянцева" устойчиво держится на плаву.
В 2013 году Объединение провело модернизацию станочного парка, общая стоимость которой составила 493 миллиона рублей. Это дает возможность повысить производительность труда, обеспечит высокое качество обработки выпускаемой продукции и будет способствовать снижению себестоимости готовых изделий. Согласно прогнозам общее повышение объема выпускаемых изделий после полного технического переоснащения составит около 180 тыс. н/ч в год. В 2013 году АО "МПО им. И. Румянцева" начало осваивать новые многофункциональные обрабатывающие центры с числовым программным управлением производства компании Deckel Maho Gildemeister (Германия). При использовании данных центров DMG программирование и моделирование процесса обработки станка происходит при помощи САМ-системы, а 3D-модели разрабатываются CAD-системой.
В 2015 году АО "МПО им. И. Румянцева" стало лидером среди предприятий холдинга "Технодинамика" Госкорпорации Ростехнологии по выполнению антикризисного плана. Снижены материальные затраты, производственная себестоимость и дебиторская задолженность, а показатель выработки на 1 сотрудника вырос на 45%.

## Продукция
На предприятии производятся гидромеханические системы топливопитания и управления газотурбинными двигателями, широкая гамма самых современных агрегатов. Параллельно с авиационной тематикой предприятие выпускает широкую гамму агрегатов для электронных и электронно-гидравлических систем автоматического регулирования и управления газотурбинными двигателями, используемых для газоперекачки и в качестве энергетических установок.
- Авиационная тематика. В список продукции авиационной тематики в настоящее время входит целый перечень агрегатов для двигателей современных самолетов, как то: плунжерный и форсажный насосы, насос-регулятор для самолетов МиГ-29 и Су-27, многофункциональный командно-топливный агрегат для самолетов Ту-95 и Ан-22, топливный агрегат для самолета Ан-148, командно-топливный агрегат для самолетов Бе-12, Ил-38, Ан-32.
- Наземная тематика. Агрегаты наземной тематики широко востребованы в газодобывающей отрасли и в сфере транспортировки газа. Среди них — модули редуцирования во взрывозащищенном исполнении, командные агрегаты, редукционные и взрывозащищенные стопорные клапана, отсечные клапана, взрывозащищенные дозаторы газа, а также стационарные дозаторы управления, предназначенные для регулирования подачи топливного газа в газотурбинный двигатель в составе систем автоматического управления.

## Политика качества
Одним из направлений деятельности предприятия является обеспечение качества выпускаемой продукции. Предприятием с 1998 года внедрена система менеджмента качества на основе стандарта ГОСТ Р ИСО 9001-2008. Деятельность предприятия в части обеспечения контроля качества определена и отражена в стандартах предприятия по системе качества. Действующая на предприятии система контроля качества предусматривает проведение контроля продукции квалифицированными специалистами. Система контроля организована таким образом, что обеспечивает контроль качества на всех стадиях производства – от закупок до готового изделия.
Ввиду сложности выпускаемой продукции особое внимание уделяется квалификации исполнителей, занятых на особо ответственных операциях и процессах, в связи с чем на предприятии проводится ежегодная аттестация исполнителей.

## Социальная позиция
Несмотря на экономически тяжелый период 90х годов, предприятие смогло сохранить непрофильные активы, а именно — объекты социальной сферы.
- Спорткомплекс, работающий без выходных, оснащенный большим и малым бассейнами, тренажерным залом, тренажерами последнего поколения, душевыми кабинами, системами кондиционирования, сауной.
- Оздоровительный лагерь "Зеленый бор" (закрыт), расположенный в одном из живописнейших уголков Подмосковья. Каждое лето здесь отдыхают около 1500 детей.  Лагерь состоит из 5 кирпичных спальных корпусов со всеми удобствами, столовой на 650 мест, клуба, Дома детского творчества, летнего театра, спортивного комплекса, игротеки, мини-зоопарка. В зимние каникулы двери «Зеленого бора» также открыты для ребят. Начиная с февраля месяца, каждые выходные в Зеленый бор осуществляются заезды для работников Объединения и их семей. В распоряжении отдыхающих — современный тренажерный зал, сауна, катание на лыжах и коньках, санный поезд, дискотека. Попал в список объектов отчуждения и закрыт с 21 августа 2013 года. Также утеряна летняя дача детского сада, находящегося рядом.
- Комбинат питания АО «МПО им. И. Румянцева» включает в себя современно оборудованную кухню, мясной и кондитерские цеха, а также три просторных обеденных зала. Руководством Объединения выделяются средства, которые позволяют значительно снизить стоимость питания для сотрудников.
- Охрана труда. На предприятии неукоснительно соблюдаются все правила техники безопасности. Действуют стандарты предприятия, основанные на государственных стандартах, правилах и инструкциях. Постоянно проводятся проверки на рабочих местах, проводятся курсы по технике безопасности. Результат – практически нулевой уровень травматизма.
- Защита окружающей среды. Поскольку предприятие расположено в черте г. Москвы, экологические проблемы МПО решаются комплексно. Проводится регулярный экологический мониторинг промышленной зоны. Высокий уровень экологической безопасности производства достигается набором природоохранных технологий. В структуре предприятия – Управление экологии, в которое входят: Бюро по охране окружающей среды, Лаборатория контроля окружающей среды и промсанитарии, Участок обезвреживания сточных вод, Станция нейтрализации гальванических стоков, Участок утилизации отходов.
- Пансионат в Крыму. Собственность утеряна. Пансионат завода в посёлке Новый Свет, неподалёку от Судака. В сосновом лесу (реликтовая сосна Станкевича) расположены жилые домики в шаговой доступности от пляжа и многоэтажный корпус, доминирующее по высоте строение посёлка. На корпусе установлена мемориальная доска в память о И. И. Румянцеве.